# Abby the Spoon Lady
Abby the Spoon Lady (en español Abby la dama cuchara) (Wichita, Kansas, 29 de octubre de 1981), nacida como Abby Roach, es una músico estadounidense, personalidad de la radio, y activista por la libertad de expresión. Su música se basa en las raíces folclóricas de la música estadounidense. Realiza giras junto al multiinstrumentista Chris Rodrigues.

## Historia
Abby comenzó a realizar interpretaciones y espectáculos callejeros como un medio para ganar dinero viajando por los Estados Unidos, principalmente saltando a los trenes de carga. Aprendió por sí misma a tocar las cucharas y viajó por todo Estados Unidos haciendo autostop y viajando por ferrocarril. Ella afirma que el asentarse en Asheville, Carolina del Norte, fue completamente accidental y que tomó el tren equivocado. Hoy es anfitriona de eventos de narración de cuentos donde habla sobre el estilo de vida del vagabundo americano. Pasó buena parte de su tiempo viajando grabando historias, entrevistas y canciones de otros viajeros estadounidenses.
Abby es defensora del arte callejero y la libertad de expresión. En 2014, jugó un papel decisivo en el desarrollo de un grupo llamado Asheville Buskers Collective, que aboga por el espectáculo callejero dentro de la ciudad de Asheville, Carolina del Norte. Hoy graba a músicos callejeros a través de un proyecto llamado Busker Broadcast, y graba entrevistas y canciones de viajeros que pasan por Asheville.
En 2012 fue filmada para la película de terror Jug Face tocando cucharas, y en 2015 fue filmada para Buskin' Blues, un documental sobre la escena de la actuación callejera en Asheville.

### Radio
Abby the Spoon Lady presenta un programa de radio en la estación WSFM-LP en Asheville, Carolina del Norte llamado Busker Broadcast. El espectáculo se centra en el arte y espectáculo de la calle y el derecho del espacio público.

### Género
Su repertorio consiste en una mezcla de Americana, jazz temprano, ragtime para instrumentos de cuerda, country blues, jug band, western swing, vodevil y folclor de los Apalaches.

### Influencias
Los músicos que la han influenciado incluyen a Artis the Spoonman, Jimmie Rodgers, Bill Monroe, Milton Brown and the Musical Brownies, Sleepy John Estes, Fats Waller y Emmett Miller.